# Stephanie Burns
Stephanie A. Burns (nacida el 24 de enero de 1955 en Torrington, Wyoming) es una química de organosilicio y empresaria estadounidense, que se desempeñó como Presidenta y Directora Ejecutiva de Dow Corning desde 2003-2011. También se ha desempeñado como presidenta honoraria de la Society of Chemical Industry. 

## Biografía
Burns, hija de un profesor de inglés e historia y una agente inmobiliaria, nació en Torrington, Wyoming.  Se graduó con una licenciatura de la Universidad Internacional de Florida en Miami y obtuvo un doctorado en química orgánica en la Universidad Estatal de Iowa antes de comenzar estudios postdoctorales en la Universidad de Montpellier en Francia.

## Carrera
Se unió a Dow Corning en 1982 en Francia como investigadora y especialista en química de organosilicio, que es el estudio de compuestos hechos de carbono y silicio. Realizó diversos trabajos en siliconas, explorando nuevas formas de hacer caucho resistente al calor, y se le atribuye la invención de un nuevo polímero que contiene silicio, para el cual tiene una patente.  Poco a poco se abrió camino en la gestión corporativa en Dow Corning, y en 1994 fue nombrada directora de Salud de la Mujer y formó parte del equipo de administración del Capítulo 11.  En 1997, se mudó a Bruselas, después de ser nombrada Directora de Ciencia y Tecnología para Europa.
Al regresar a Estados Unidos en 2000, fue nombrada vicepresidenta ejecutiva de la firma, y tres años más tarde se convirtió en su presidente, siendo la primera mujer en hacerlo. Fue presidenta y directora ejecutiva de Dow Corning, desde febrero de 2003 hasta su jubilación el 31 de diciembre de 2011.  También se desempeñó como Directora de Operaciones desde enero de 2004, y como Presidenta desde enero de 2006, hasta su jubilación, reemplazandola Gary E. Anderson.

## Servicio en consejos y juntas.
Burns también se ha desempeñado como presidenta honoraria de la Society of Chemical Industry, como presidenta del American Chemistry Council, y en numerosas juntas, incluidas las del Michigan Molecular Institute y la Society for Women's Health Research.